# Liste der Komponisten/K

## Ka
- Dmitri Kabalewski (1904–1987)
- Miloslav Kabeláč (1908–1979)
- Pál Kadosa (1903–1983)
- Werner Kaegi (1926–2024)
- Johann Philipp Käfer (1672–1728)
- Jindřich Kafka (1844–1917)
- Mauricio Kagel (1931–2008)
- Erich Itor Kahn (1905–1956)
- Robert Kahn (1865–1951)
- Jouni Kaipainen (1956–2015)
- Wilhelm Kaiser-Lindemann (1940–2010)
- Robert Kajanus (1856–1933)
- Vakhtang Kakhidze (* 1959)
- Viktor Kalabis (1923–2006)
- Wassili Pawlowitsch Kalafati (1869–1942)
- Wassili Sergejewitsch Kalinnikow (1866–1901)
- Johannes Kalitzke (* 1959)
- Christian Kalkbrenner (1755–1806)
- Friedrich Kalkbrenner (1785–1849)
- Kurt Kallausch (1926–2017)
- Johann Wenzel Kalliwoda (1801–1866)
- Edvin Kallstenius (1881–1967)
- Emmerich Kálmán (1882–1953)
- Imants Kalniņš (* 1941)
- Manolis Kalomiris (1883–1962)
- Romualds Kalsons (1936–2024)
- Ernst-Ulrich von Kameke (1926–2019)
- Łucjan Kamieński (1885–1964)
- Maciej Kamieński (1734–1821)
- Heinrich Kaminski (1886–1946)
- Josef Kaminski (1903–1972)
- Gija Kantscheli (1935–2019)
- Ejnar Kanding (* 1965)
- Sukhi Kang (1934–2020)
- Raimo Kangro (1949–2001)
- Johann Nepomuk Kaňka senior (1744–1798)
- Johann Nepomuk Kaňka junior (1772–1865)
- Shigeru Kan-no (* 1959)
- Johann Nepomuk Kapeller (1776–1825)
- Artur Kapp (1878–1952)
- Eugen Kapp (1908–1996)
- Jan Kapr (1914–1988)
- Václav Kaprál (1889–1947)
- Vítězslava Kaprálová (1915–1940)
- Johann Hieronymus Kapsberger (um 1580 – 1661)
- Nikolai Kapustin (1937–2020)
- Dmitri Kapyrin (* 1960)
- József Karai (1927–2013)
- Alemdar Karamanow (1934–2007)
- Anton Karas (1906–1985)
- Markus Karas (* 1961)
- Alexandra Karastoyanova-Hermentin (* 1968)
- Dezider Kardoš (1914–1991)
- István Kardos (1891–1975)
- Rudolf Karel (1880–1945)
- Nikolai Karetnikow (1930–1994)
- Gennari Karganow (1858–1890)
- Sigfrid Karg-Elert (1877–1933)
- Wilhelm Karges (1613/14–1699)
- Ingvar Karkoff (* 1958)
- Maurice Karkoff (1927–2013)
- Erhard Karkoschka (1923–2009)
- Mieczysław Karłowicz (1876–1909)
- Kjell Mørk Karlsen (* 1947)
- Lars Karlsson (* 1953)
- Pál Károlyi (1934–2015)
- Juozas Karosas (1890–1981)
- Karl Karow (1790–1863)
- Hans-Dieter Karras (* 1959)
- Daniil Nikititsch Kaschin (1769–1841)
- Udo Kasemets (1919–2014)
- Toshio Kashiwagi (1912–1994)
- Lucrecia Kasilag (1917–2008)
- Heino Kaski (1885–1957)
- Václav Kašlík (1917–1989)
- Jean-Georges Kastner (1810–1867)
- Robert Katscher (1894–1942)
- Elena Kats-Chernin (* 1957)
- Antoni Katski (1817–1889)
- Rudolf Kattnigg (1895–1955)
- Eunice Katunda (1915–1990)
- Georg Katzer (1935–2019)
- Johann Andreas Kauchlitz Colizzi (um 1742–1808)
- Hugo Kauder (1888–1972)
- Ferdinand Kauer (1751–1831)
- Georg Friedrich Kauffmann (1679–1735)
- Hans Joachim Kauffmann (1926–2008)
- Leo Justinus Kauffmann (1901–1944)
- Karl Kaufhold (1922–2015)
- Armin Kaufmann (1902–1980)
- Dieter Kaufmann (* 1941)
- Walter Kaufmann (1907–1984)
- Hugo Kaun (1863–1932)
- Noriko Kawakami (* 1955)
- Ulysses Kay (1917–1995)
- Roland Kayn (1933–2011)
- Leif Kayser (1919–2001)
- Philipp Christoph Kayser (1755–1823)
- Tibor Kazacsay (1892–1978)
- Vassil Kazandžiev (* 1934)

## Ke
- David Keane (1943–2017)
- Donald Keats (1929–2018)
- Haydn Keeton (1847–1921)
- Igor Kefalidi (* 1941)
- Reinhard Keiser (1674–1739)
- Johann Balthasar Kehl (1725–1778)
- Viktor Keldorfer (1873–1959)
- Milko Kelemen (1924–2018)
- Béla Kéler (1820–1882)
- Alfred Keller (1907–1987)
- David Kellner (1670–1748)
- Gottfried Keller († 1704)
- Hermann Keller (1945–2018)
- Karl Keller (1784–1855)
- Max Keller (1770–1855)
- Max E. Keller (* 1947)
- Niklaus A. Keller (* 1971)
- Johann Christoph Kellner (1736–1803)
- Johann Peter Kellner (1705–1772)
- Bryan Kelly (* 1934)
- Mary Margaret Kelly (* 1957)
- Michael Kelly (1762–1826)
- Rudolf Kelterborn (1931–2021)
- Nicolaus à Kempis (≈1600–1676)
- Davorin Kempf (1947–2022)
- Wilhelm Kempff (1895–1991)
- Jenö Kenessey (1905–1976)
- Talivaldis Kenins (1919–2008)
- Kent Kennan (1913–2003)
- Abraham van den Kerckhoven (1627–1702)
- Jacobus de Kerle (1531–1591)
- Johann Caspar von Kerll (1627–1693)
- Aaron Jay Kernis (* 1960)
- Frida Kern (1891–1988)
- Gordon Kerry (* 1961)
- Huub Kerstens (1947–1999)
- Willem Kersters (1929–1998)
- Augustinus Kertzinger (1610–1678)
- Johannes Kerzelli (im 18. Jahrhundert)
- Michael Kerzelli (≈1750–1818)
- Joseph Christoph Kessler (1800–1872)
- Thomas Kessler (1937–2024)
- Albert Ketèlbey (1875–1959)
- Henri Ketten (alternative Schreibweise: Henry Ketten; 1848–1883)
- Otto Ketting (1935–2012)
- Piet Ketting (1904–1984)
- Geert van Keulen (* 1943)
- Tristan Keuris (1946–1996)
- Gerhard von Keußler (1874–1949)

## Kh
- Abu-Bakr Khairat (1910–1963)
- Juri Khanon (* 1965)

## Ki
- Bruno Kiefer (1923–1987)
- Peter Kiefer (* 1961)
- Friedrich Kiel (1821–1885)
- Olav Kielland (1901–1985)
- Wilhelm Kienzl (1857–1941)
- Peter Kiesewetter (1945–2012)
- Grigol Kiladse (1902–1962)
- Wojciech Kilar (1932–2013)
- Marc Kilchenmann (* 1970)
- Wilhelm Killmayer (1927–2017)
- Yrjö Kilpinen (1892–1959)
- Earl Kim (1920–1998)
- Johann Erasmus Kindermann (1616–1655)
- Matthew Peter King (1773–1823)
- John Kinsella (1932–2021)
- Leon Kirchner (1919–2009)
- Theodor Kirchner (1823–1903)
- Volker David Kirchner (1942–2020)
- Witali Kirejko (1926–2016)
- Ivo Kirgin (1914–1964)
- Sarah Kirkland Snider (* 1973)
- Johann Philipp Kirnberger (1721–1783)
- Dirk-Michael Kirsch (* 1965)
- Michael Kirsten (1682–1742)
- Stefan Kisielewski (1911–1991)
- Victor Kissine (* 1953)
- Johann Christian Kittel (1732–1809)
- Johann Heinrich Kittel (1652–1682)
- Kaspar Kittel (1603–1639)
- Johann Friedrich Kittl (1806–1868)
- Richard Kittler (1924–2009)
- Yasuji Kiyose (1900–1981)

## Kj
- Kuno Kjaerbe (* 1959)
- Arnljot Kjeldaas (1916–1997)
- Halfdan Kjerulf (1815–1868)
- Krassimir Kjurktschijski (1936–2011)

## Kl
- Uuno Klami (1900–1961)
- Ulrich Klan (* 1953)
- Peter Klatzow (* 1945)
- Otto Klauwell (1851–1917)
- Dmytro Klebanow (1907–1987)
- Giselher Klebe (1925–2009)
- Leonhard Kleber (um 1495–1556)
- Jean Kleeb (* 1964)
- Ståle Kleiberg (* 1958)
- Bernhard Klein (1793–1832)
- Georg Klein (* 1964)
- Gideon Klein (1919–1945)
- Jacob Herman Klein (1688–1748)
- Joseph Klein (1802–1862)
- Julian Klein (* 1973)
- Juliane Klein (* 1966)
- Richard Rudolf Klein (1921–2011)
- Otto Klemperer (1885–1973)
- Paul von Klenau (1883–1946)
- August Alexander Klengel (1783–1852)
- Julius Klengel (1859–1933)
- Leon Klepper (1900–1991)
- Walter Michael Klepper (1929–2008)
- Albert de Klerk (1917–1998)
- Paul Kletzki (1900–1973)
- Pjotr Klimow (* 1970)
- Karl Klindworth (1830–1916)
- Christian Klinkenberg (* 1976)
- Karl Emanuel Klitzsch (1812–1889)
- Boris Kljusner (1909–1975)
- Andelko Klobucar (1931–2016)
- Fritz Klopper (1889–1929)
- Jacobus Kloppers (* 1937)
- Friedrich Klose (1862–1942)
- Manfred Kluge (1928–1971)
- August Klughardt (1847–1902)
- Jan Klusák (* 1934)
- Ernst Klussmann (1901–1975)

## Km
- František Kmoch (1848–1912)

## Kn
- Armin Knab (1881–1951)
- Alexander Knaifel (1943–2024)
- Rolf Knap (* 1937)
- Justin Heinrich Knecht (1752–1817)
- Andreas Kneller (1649–1724)
- Jan Václav Knéžek (1745–1806)
- Julius Kniese (1848–1905)
- Lew Knipper (1898–1974)
- Amy Knoles (* 1959)
- Ernst-Lothar von Knorr (1896–1973)
- Iwan Knorr (1853–1916)
- Roger Knox (* 1953)
- Sebastian Knüpfer (1633–1676)
- Oliver Knussen (1952–2018)

## Ko
- Detlef Kobjela (1944–2018)
- Babette Koblenz (* 1956)
- Johann Anton Kobrich (1714–1791)
- Marcelo Koc (1918–2006)
- Erland von Koch (1910–2009)
- Frederick Koch (1923–2005)
- Friedrich Ernst Koch (1862–1927)
- Johannes H.E. Koch (1918–2013)
- Günter Kochan (1930–2009)
- Erwin Koch-Raphael (* 1949)
- Korla Awgust Kocor (1822–1904)
- Miklós Kocsár (1933–2019)
- Zoltán Kocsis (1952–2016)
- František Kočvara (um 1740 – 1791)
- Nevit Kodallı (1924–2009)
- Zoltán Kodály (1882–1967)
- Charles Koechlin (1867–1950)
- Graeme Koehne (* 1956)
- Hans Joachim Koellreutter (1915–2005)
- Gottfried Michael Koenig (1926–2021)
- Christian Friedrich Koennecke (1876–1960)
- René Koering (* 1940)
- Alfred Koerppen (1926–2022)
- Hans von Koessler (1853–1926)
- Jan Koetsier (1911–2006)
- Józef Koffler (1896–1944)
- Petr Kofron (* 1955)
- Hermann Kögler (1885–1966)
- Marij Kogoj (1892–1956)
- Josef Kohaut (1734–1777)
- Karl Kohaut (1726–1784)
- Oliver Kohlenberg (* 1957)
- Friedrich Albert Köhler (1860–1926)
- Gottlieb Heinrich Köhler (1765–1833)
- Johann Hermann Köhler (1686–1740)
- Louis Köhler (1820–1886)
- Siegfried Köhler (1927–1984)
- Wolfgang Köhler (1923–2003)
- Karl Kohn (1926–2024)
- Ctirad Kohoutek (1929–2011)
- Ellis Kohs (1916–2000)
- Rezsö Kokai (1906–1962)
- Joonas Kokkonen (1921–1996)
- Barbara Kolb (1939–2024)
- Mykola Kolessa (1903–2006)
- Mieczyslaw Kolinski (1901–1981)
- Walter Kollo (1878–1940)
- Willi Kollo (1904–1988)
- Ernst Kölz (1929–2014)
- Soghomon Gevorki Soghomonian Komitas Vardapet (1869–1935)
- Karl Michael Komma (1913–2012)
- Rudolf Komorous (* 1931)
- Karl Komzák senior (1823–1893), böhmischer Komponist
- Karl Komzák junior (1850–1905), österreich-tschechischer Komponist
- Karl Komzák (Enkel) (1878–1924), österreichischer Komponist
- Jo Kondo (* 1947)
- Ivan Konecný (1939–2009)
- Christian Friedrich Koennecke (1876–1960)
- Heinz König (1924–2007)
- Servaas de Konink (um 1654 – 1701)
- Georgi Konjus (1862–1933)
- Juli Konjus (1869–1942)
- Sergei Konjus (1902–1988)
- Petar Konjović (1883–1970)
- Iwao Konko (* 1933)
- Elena Konschina (* 1950)
- Giannis Konstantinidis (1903–1984)
- Paul Kont (1920–2000)
- Hans Koolmees (* 1959)
- Pavel Kopecký (* 1949)
- Marek Kopelent (1932–2023)
- Ulrico Kopka (1910–2001)
- Strecko Koporc (1900–1965)
- Jan Kopp (* 1971)
- Herman David Koppel (1908–1998)
- Karel Blažej Kopřiva (1756–1785)
- Peter Paul Koprowski (* 1947)
- Yüksel Koptagel (* 1931)
- Mark Kopytman (1929–2011)
- Arseni Koreschtschenko (1870–1921)
- Miloslav Korinek (1925–1998)
- Peter Jona Korn (1922–1998)
- Egon Kornauth (1891–1959)
- Nikolai Korndorf (1947–2001)
- Erich Wolfgang Korngold (1897–1957)
- Reijirō Koroku (* 1949)
- František Korte (1895–1962)
- Oldřich František Korte (1926–2014)
- Olli Kortekangas (* 1955)
- Jakob Kortkamp (um 1615 – um 1665)
- Klimenti Kortschmarew (1899–1958)
- György Kósa (1897–1984)
- Thomas Koschat (1845–1914)
- Olli Koskelin (* 1955)
- Carl Koßmaly (1812–1893)
- Otto Carl Erdmann Freiherr von Kospoth (1753–1817)
- Arnošt Koštál (1920–2006)
- Walentyn Kostenko (1895–1960)
- Ortwin Köster (1942–2017)
- Pekka Kostiainen (* 1944)
- Dušan Kostic (1925–2005)
- David Kosviner (* 1957)
- Andrzej Koszewski (1922–2015)
- Petr Kotík (* 1942)
- Włodzimierz Kotoński (1925–2014)
- Nikolai Rasumnikowitsch Kotschetow (1864–1925)
- Hans Kotter (1480–1541)
- Arghyris Kounadis (1924–2011)
- Paul Koutnik (* 1961)
- Tomáš Norbert Koutník (1698–1775)
- Andor Kovách (1915–2005)
- Július Kowalski (1912–2003)
- Leo Kowalski (1911–1986)
- Hans Kox (1930–2019)
- Kiyoshige Koyama (1914–2009)
- Jan Antonín Koželuh (1738–1814)
- Leopold Koželuh (1747–1818)

## Kr
- Hans Kracke (1910–1989)
- Hieronymus Kradenthaller (1637–1700)
- Ernest Krähmer (1795–1837)
- Anton Kraft (1752–1820)
- Leo Kraft (1922–2014)
- Walter Kraft (1905–1977)
- William Kraft (* 1923)
- François Krafft (1733–1800)
- François-Joseph Krafft (1721–1795)
- Jonathan D. Kramer (1942–2004)
- Hans Krása (1899–1944)
- Wilfried Krätzschmar (* 1944)
- Joseph Martin Kraus (1756–1792)
- Anton Krause (1834–1907)
- Zygmunt Krauze (* 1938)
- Bjarnat Krawc (1861–1948)
- Johann Ludwig Krebs (1713–1780)
- Alexander Abramowitsch Krein (1883–1951)
- Grigori Abramowitsch Krein (1879–1955)
- Julian Krein (1913–1996)
- Paul Eberhard Kreisel (1931–2011)
- Fritz Kreisler (1875–1962)
- Iša Krejčí (1904–1968)
- Josef Krejčí (1821–1881)
- Uroš Krek (1922–2008)
- Jakob Kremberg (≈1650–1715)
- Boris Kremenliev (1911–1988)
- Ernst Krenek (1900–1991)
- Franz Krenn (1816–1897)
- Jan Krenz (1926–2020)
- Jozef Kresánek (1913–1988)
- Johann Jacob Kress (≈1685–1728)
- Fjodor Krestjanin (≈1568–?)
- Walter Kretschmar (1902–1976)
- Edmund Kretschmer (1830–1908)
- Peter Kreuder (1905–1981)
- Georg Anton Kreusser (1743–1802)
- Peter Anton Kreusser (1765–1832)
- Conradin Kreutzer (1780–1849)
- Rodolphe Kreutzer (1766–1831)
- Jaroslav Křička (1882–1969)
- Adam Krieger (1634–1666)
- Armando Krieger (* 1940)
- Edino Krieger (1928–2022)
- Johann Krieger (1652–1735)
- Johann Philipp Krieger (1649–1725)
- Johann Jacob Kriegk (1750–1814)
- Pavel Krížkovský (1820–1885)
- Nikolai Krjukow (1908–1961)
- Wladimir Krukow (1902–1960)
- Boris Krnic (1900–1979)
- Ilmari Krohn (1867–1960)
- Bernhard Krol (1920–2013)
- Erwin Kroll (1886–1976)
- Fredric Kroll (* 1945)
- Georg Kröll (* 1934)
- Jaroslav Krombholc (1918–1983)
- Karlo Krombholc (1905–1991)
- Franz Krommer (1759–1831)
- Emil Kronke (1865–1938)
- Hermann Kronsteiner (1914–1994)
- Johann Kropfgans (1708–≈1769)
- Francisco Kröpfl (1931–2021)
- Augustinus Franz Kropfreiter (1936–2003)
- Petar Krstić (1877–1957)
- Arnold Krug (1849–1904)
- Johann Baptist Krumpholtz (1742–1790)
- Ton de Kruyf (1937–2012)
- Andrzej Krzanowski (1951–1990)

## Ku
- Jan Kubelík (1880–1940)
- Rafael Kubelík (1914–1996)
- Miroslav Kubička (* 1951)
- Víťazoslav Kubička (* 1953)
- Ladislav Kubik (1946–2017)
- Gail Kubik (1914–1984)
- Rudolf Kubín (1909–1973)
- Augustin Kubizek (1918–2009)
- Mayako Kubo (* 1947)
- Václav Kučera (1929–2017)
- Jan Křtitel Kuchař (1751–1829)
- Johann Küchler (1738–1790)
- Friedrich Wilhelm Kücken (1810–1882)
- Anton Kuerti (* 1938)
- Hubert Ferdinand Kufferath (1818–1896)
- Johann Hermann Kufferath (1797–1864)
- Louis Kufferath (1811–1882)
- Joseph Küffner (1776–1856)
- Hans Kugelmann (um 1495–1542)
- Friedrich Kuhlau (1786–1832)
- Max Kuhn (1896–1994)
- Johann Kuhnau (1660–1722)
- Claus Kühnl (* 1957)
- Gerd Kühr (* 1952)
- Ondrej Kukal (* 1964)
- Felicitas Kukuck (1914–2001)
- Hanna Kulenty (* 1961)
- Gary Kulesha (* 1954)
- Igor Kuljeric (1938–2006)
- Hans Kulla (1910–1956)
- Ernst Kullak (1855–1922)
- Franz Kullak (1844–1913)
- Theodor Kullak (1818–1882)
- Alfredo Kullmann (1904–1951)
- Caspar Kummer (1795–1870)
- Friedrich August Kummer (1797–1879)
- Jorge Kumok (* 1931)
- Rainer Kunad (1936–1995)
- Aloys Kunc (1832–1895)
- Božidar Kunc (1903–1964)
- Jan Kunc (1883–1976)
- Eduard Künneke (1885–1953)
- Jos Kunst (1936–1996)
- Andreas Kunstein (* 1967)
- Alfred Kunz (1929–2019)
- Adolph Carl Kunzen (1720–1781)
- Friedrich Ludwig Aemilius Kunzen (1761–1817)
- Johann Paul Kunzen (1696–1757)
- Meyer Kupferman (1926–2003)
- Karel Kupka (1927–1985)
- Ladislav Kupkovič (1936–2016)
- Mario Kuri-Aldana (1931–2013)
- Robert Kurka (1921–1957)
- Yoshimitsu Kurokami (1933–2002)
- Karol Kurpiński (1785–1857)
- György Kurtág (* 1926)
- Ivan Kurz (* 1947)
- Siegfried Kurz (1930–2023)
- Paul Kurzbach (1902–1997)
- Ursula Kurze (* 1963)
- Krzysztof Kusiel-Moroz (* 1965)
- Eduardo Kusnir (* 1939)
- Johann Sigismund Kusser (1660–1727)
- Bronius Kutavičius (1932–2021)
- Toivo Kuula (1883–1918)
- Taneli Kuusisto (1905–1988)
- Yasuo Kuwahara (1946–2003)

## Kv
- Oddvar S. Kvam (1927–2016)
- Johan Kvandal (1919–1999)
- Jaroslav Kvapil (1892–1958)
- Otomar Kvěch (1950–2018)
- Gisle Kverndokk (* 1967)

## Kw
- Bidzina Kwernadze (1928–2010)
- Ryszard Kwiatkowski (1931–1993)

## Ky
- Hanspeter Kyburz (* 1960)
- Timo-Juhani Kyllönen (* 1955)